# Cappella Paolina di Palazzo del Quirinale

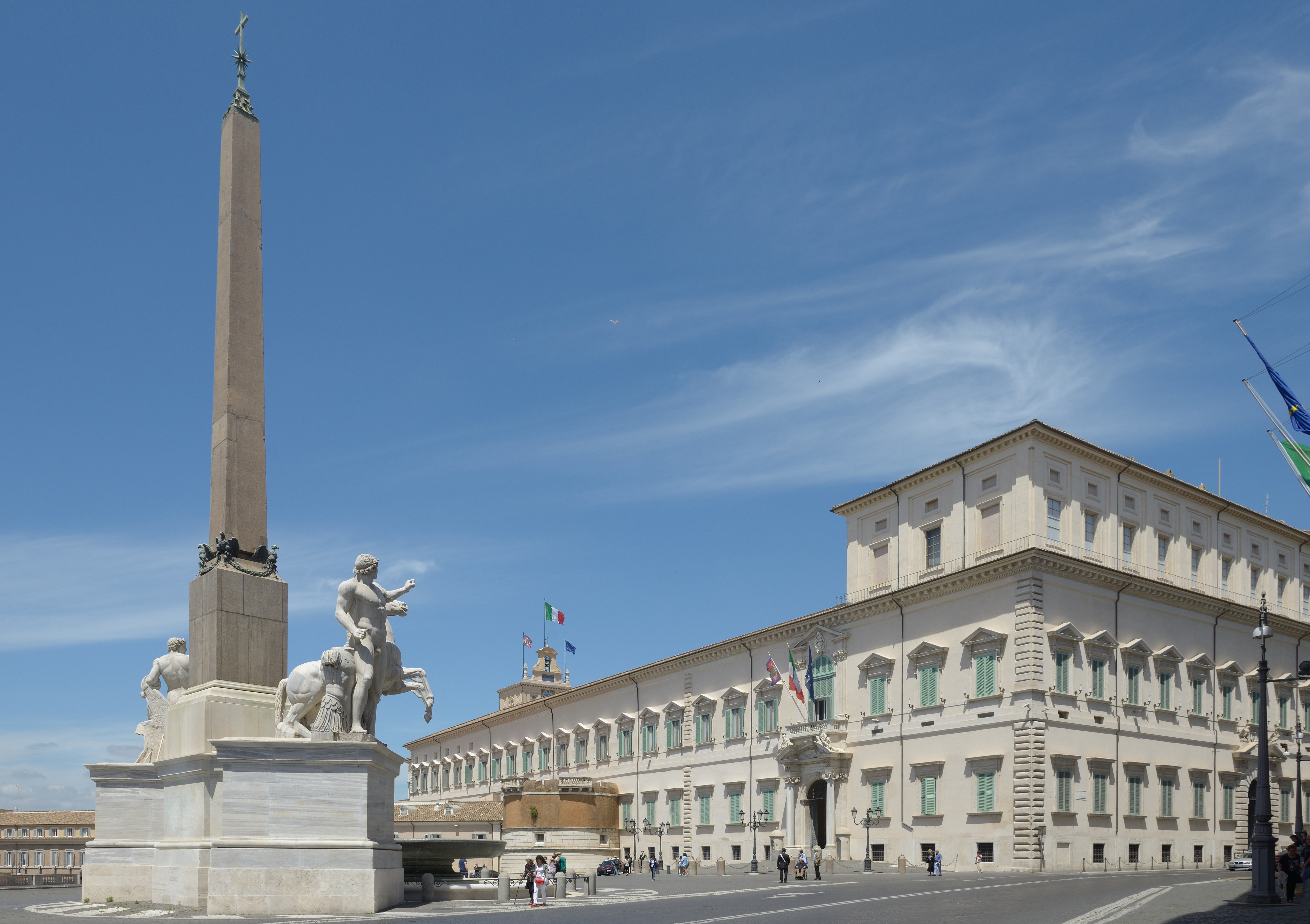
Vista do Palazzo del Quirinale na esquina da Piazza del Quirinale (direita) com Via del Quirinale (esquerda), destacando a estrutura da capela, incluindo o seu terceiro piso adicional.

Cappella Paolina di Palazzo del Quirinale é uma grande capela, antigamente uma capela papal, localizada no interior do Palazzo del Quirinale, no rione Trevi de Roma, que era a principal residência dos papas até 1870 e, desde então, a sede da presidência da República da Itália. Era dedicada a Nossa Senhora da Assunção.

## História
O papa Gregório XIII (r. 1572-1585) começou a construção de um palácio de verão em 1583 no monte Quirinal, um local mais fresco e com menos mosquitos de malária que o Palácio do Vaticano. O papa Paulo V (r. 1605-1621) finalmente mudou a residência oficial do papado para lá, uma situação que permaneceu até a unificação da Itália e a captura de Roma (1870). 

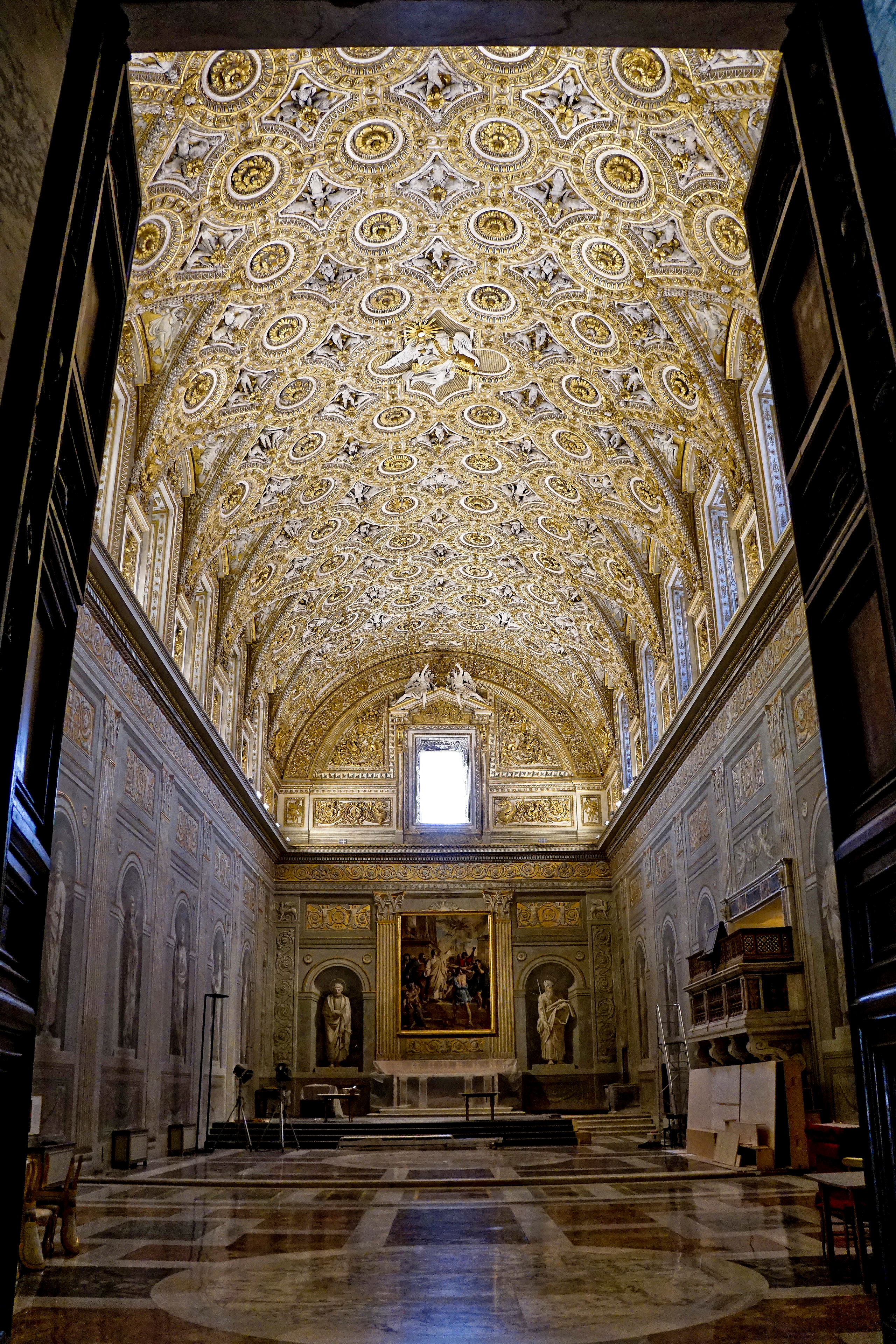
Vista do interior na direção do altar-mor.

Na época da mudança, o papa determinou uma enorme ampliação do palácio, uma obra iniciada por Flaminio Ponzio e continuada, depois que ele morreu em 1613, por Carlo Maderno. Ele foi o responsável pela construção da principal capela do novo palácio, a chamada Cappella Paolina, que foi terminada em 1617. Ela foi deliberadamente construída com as mesmas dimensões da Capela Sistina do Vaticano e tinha como objetivo substituí-la como principal capela papal. Ainda mais importante, ela passou a ser o local onde eram realizados os conclaves e, por isso, o papa Alexandre VII (r. 1655-1667) construiu a chamada Manica Lunga, uma nova ala ao longo da Via del Quirinale com apartamentos para os cardeais reunidos concentrados num único local. O arquiteto foi Gian Lorenzo Bernini.
A capela foi saqueada pelos franceses durante a ocupação de Roma após 1798, mas foi reconsagrada como capela privada do papa depois que o governo papal foi definitivamente re-estabelecido em 1815. Uma grande restauração foi realizada pelo papa Pio VII (r. 1800-1823) em 1818. O último conclave realizado ali foi o que elegeu o papa Pio IX em 1846. Quando Roma foi conquistada pelo Reino da Itália, em 1870, o Palazzo del Quirinale foi confiscado para servir de residência para o rei Vittorio Emanuele II. O papa Pio IX se recusou a aceitar a situação e colocou a capela sob interdito, o que implicava que uma missa não poderia ser realizada ali; de fato, a capela oficial do reino passou a ser Santissimo Sudario di Nostro Signore Gesù Cristo, uma situação que perdurou por mais de cinquenta anos. O Tratado de Latrão de 1929 normalizou as relações entre o governo italiano e a Santa Sé e esta última finalmente abandonou suas reivindicações em relação ao palácio. Por causa disto, o interdito foi removido e a capela foi re-inaugurada como local de oração em 1930.
Quando a República da Itália foi proclamada, em 1946, o palácio tornou-se a residência do presidente e ainda hoje continua sendo a sede da presidência. A missa é celebrada na capela em cerimônias de estado com a presença do presidente. Desde então, há uma tradição da realização de um concerto musical transmitido publicamente no local todos os domingos.

## Exterior

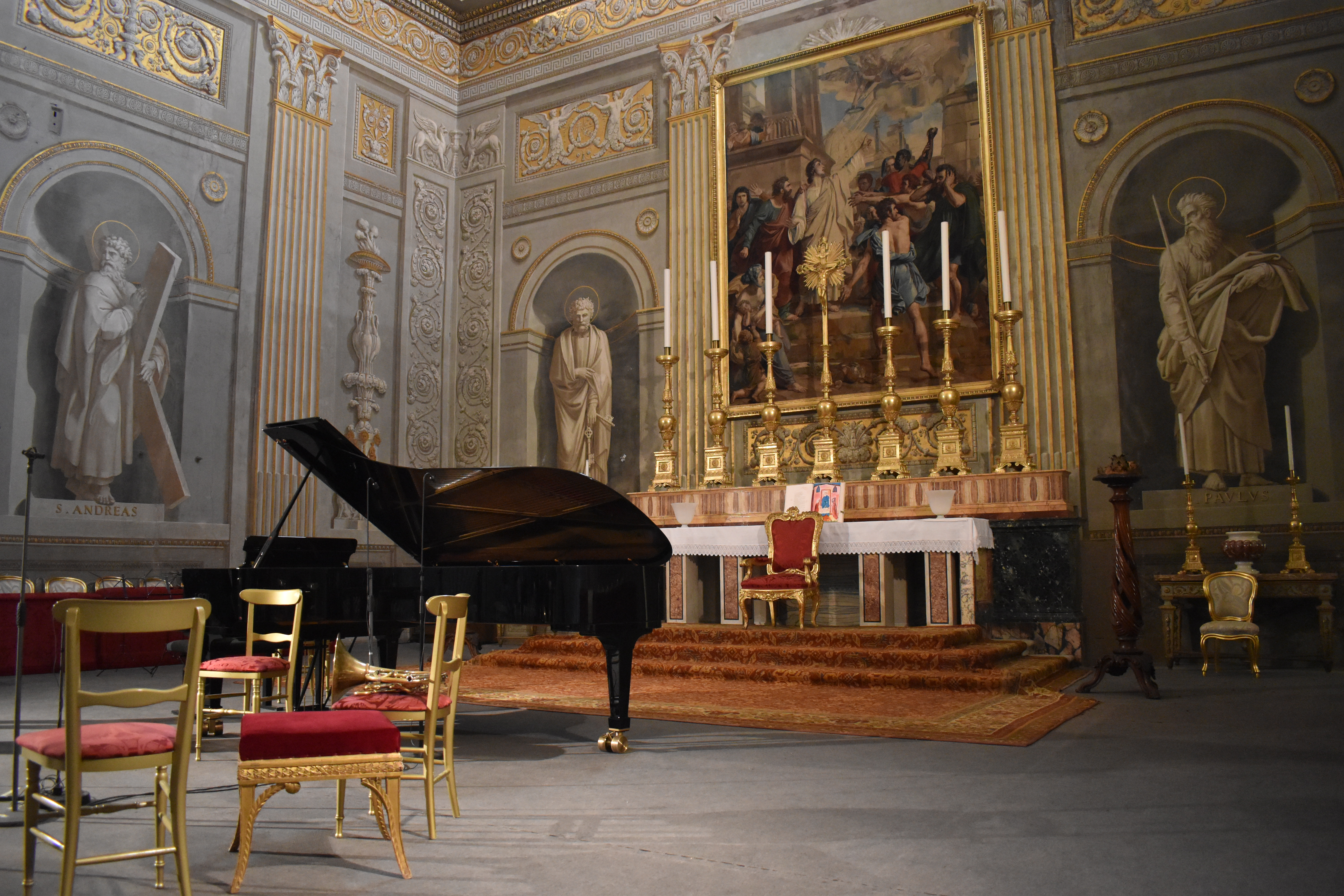
Detalhe do presbitério e o altar-mor.

A capela fica no segundo piso, o chamado piso nobre, do palácio no canto sul onde a Via del Quirinale cruza com a Piazza del Quirinale. A parede da esquerda da capela está de frente para a piazza e a parede da extremidade do altar, de frente para a via. Contudo, não há uma identidade arquitetural própria. As grandes janelas com tímpanos parecem revelar apenas o segundo andar do palácio, mas são, na verdade, falsas. Observando acima do beiral a partir da fachada da rua, é possível perceber o que parece ser um terceiro andar com uma fileira de sete janelas, flanqueadas por mais duas janelas falsas; elas se abrem para a capela abaixo e estão posicionadas logo abaixo da abóbada no teto. A capela está abrigada abaixo de um teto inclinado de telhas cercado na extremidade do altar.

## Interior

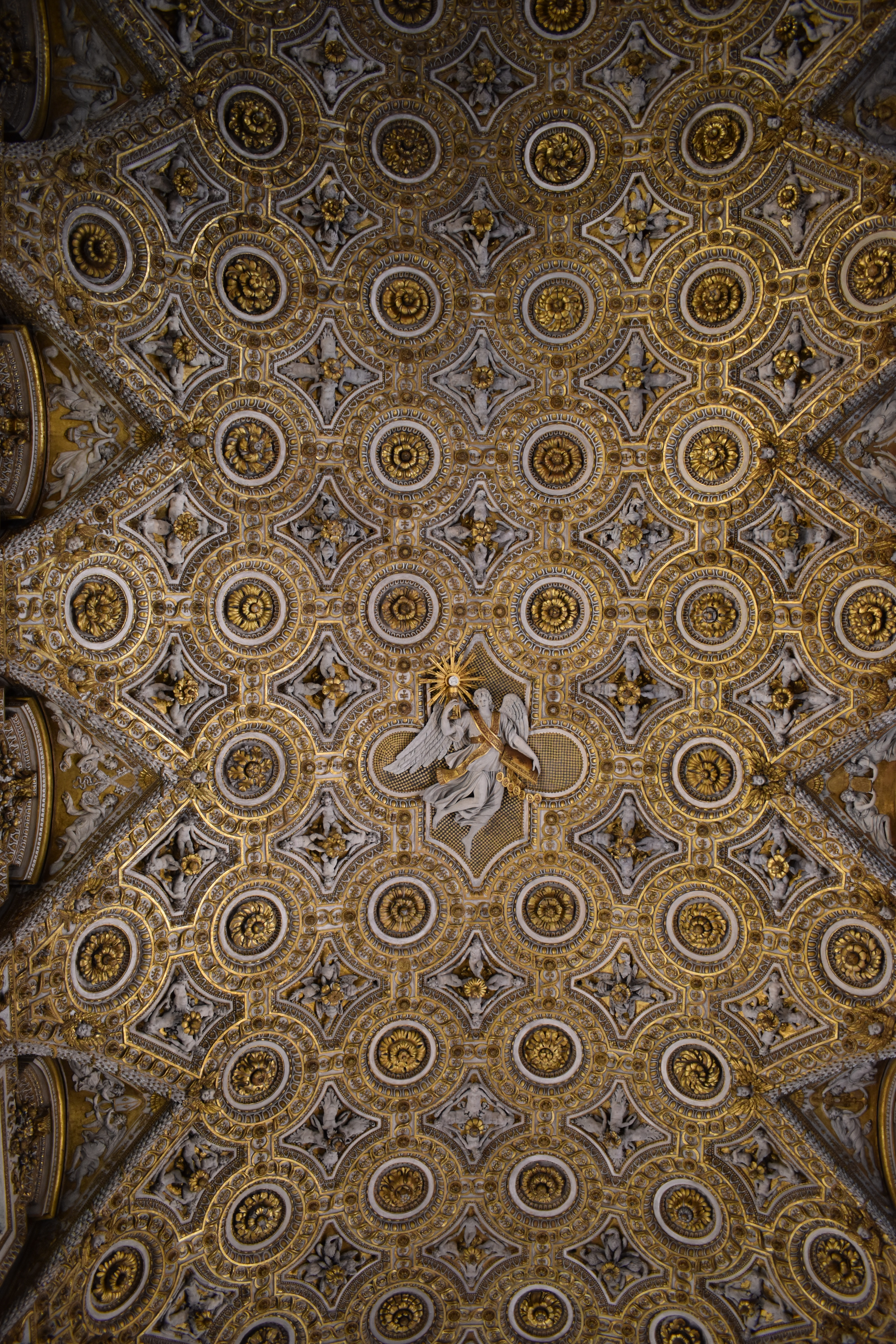
Detalhe do esplêndido teto original de Martino Ferrabosco.

O interior é retangular com sete baias e mais duas meias-baias em cada extremidade. O presbitério ocupa as duas últimas e mais uma dessas meias, um trecho elevado acessado através de quatro degraus. Havia antigamente uma grade separando o presbitério, mas ela foi removida em 1930. Nem as decorações nas paredes da nave e nem do presbitério são particularmente notáveis. Elas foram decoradas em 1818 por um time de artistas liderados por Raffaele Stern e a decoração do século XVII anterior foi completamente perdida. 
A entrada única é um portal de mármore branco com uma moldura de ovo e dardo, flanqueado duas pilastras com painéis de mármore. Elas sustentam um entablamento com um friso vermelho. Sobre ele está um frontão triangular com a cabeça de um putto sobre uma folhas de oliveira, com um par de arabescos dos lados. Os cantos exteriores da contrafachada são ocupados por um par de pilastras com grifos no lugar dos capitéis suportando um rolo. A luneta sobre o entablamento e abaixo da abóbada também tem um rolo centralizado na palavra Pax ("Paz") e, sobre ele, um tablete com uma inscrição comemorando a restauração realizada em 1818 pelo papa Pio VII. Seu brasão em alto-relevo completa a decoração.
No meio da nave, do lado direito, está um balcão que se projeta para o centro da capela, a cantoria onde fica o coro. O desenho é similar ao da Capela Sistina, mas o trabalho neste caso é em mármore multicolorido. Sobre o coro, que é limitado por um revestimento barroco de painéis de mármore multicolorido, está uma pintura monocromática de um putto segurando um livro de música com a ajuda de dois anjos. O texto diz: "In omnem terram exivit sonus eorum" ("Seu som percorre toda a terra"), uma citação ao Salmo 19.

### Teto

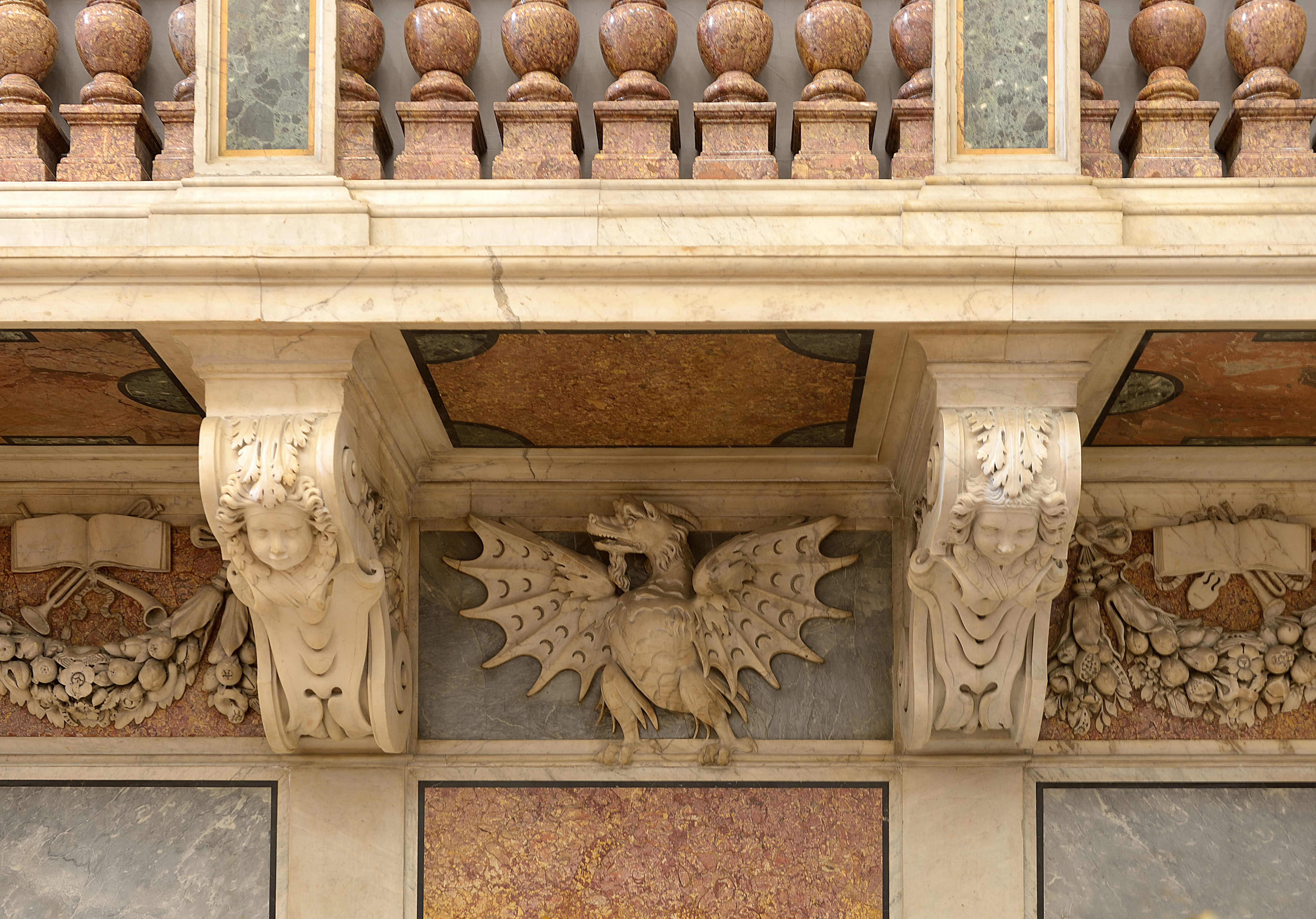
Detalhe da decoração da cantoria.

A decoração da abóbada de berço ricamente decorada em estuque dourado no teto da capela é original, uma obra de Martino Ferrabosco com a ajuda de Annibale Durante e Agabito Visconte. Ela é baseada num padrão de fileiras de círculos interligados com anéis dourados circundando rosetas no centro. Os espaços com quatro cantos entre os círculos estão ocupados por flores no centro, cada uma radiando alternadamente quatro pequenos putti ou dragões. No centro da abóbada está um relevo de um anjo carregando um ostensório com o Santíssimo Sacramento e o livro dos sete selos. Também é original o esplêndido piso de mármore.
Cada uma das lunetas triangulares tem um par de anjos segurando brasões relacionados ao papado. As janelas propriamente ditas tem tímpano segmentados com guirlandas douradas e recessos bastante profundos. Estes abrigam relevos dourados de anjos dos lados e no topo. Entre as janelas estão postes quadrados contendo dragões que sustentam a abóbada.

### Presbitério
O santuário tem uma janela em sua luneta, com um frontão triangular com uma cornija quebrada. No espaço está um par de anjos em estuque e, no recesso, uma pomba do Espírito Santo. A decoração em estuque dourado nos painéis laterais, inclui anjos e dragões. Não há uma edícula no altar e a peça-de-altar está suportada por um par de pilastras do mesmo estilo das da nave. Estranhamente, há uma tapeçaria des Gobelins de 1817 representando o "Último Sermão de Santo Estevão" no local, instalada ali em 1846.